# 鉱工業指数
鉱工業指数（こうこうぎょうしすう、英語: Indices of Industrial Production、略称: IIP）とは、日本、米国（Industrial production index in U.S.）、インド（Index of industrial production）などで行われている鉱業・製造業など鉱工業の活動状況を総合的に表す指標である。経済指標、基幹統計も参照。
以下、日本の経済産業省が作成・公表しているものについて述べる。

## 概要
鉱工業指数は日本の鉱業・製造業の活動状況を総合的にみることができる。この指数のために調査を行っているわけではなく、経済産業省生産動態統計調査を中心に他の統計調査の調査結果を利用して作成される二次統計。国全体の生産のカバー率が高く、さらに速報性が高いことから生産活動をみる指標として景気動向指数の採用系列（一致系列）になるなど、広く注目、利用されている。
生産、出荷、在庫、在庫率については翌月末（4月の指数であれば5月末）に速報が発表され、翌々月中旬（4月の指数であれば6月中旬）に確報が発表される。確報時には稼働率指数と生産能力指数が発表される。担当部署は、経済産業省大臣官房調査統計グループ経済解析室。

## 種類
指数の種類は以下の通り。
生産指数
国内で生産された製品の量を表す。付加価値額ベースと、生産額ベースの2種類があるが、生産指数として広く利用されるのは付加価値額ベースの指数。ニュースで指数が取り上げられる際にも付加価値額ベースの生産指数の動きが一番多い。
出荷指数
国内で出荷された製品の量を表す。なお、ここで言う出荷とは、工場から出荷されたことを指す。
在庫指数
国内の製品在庫の量を表す。月平均在庫と、月末在庫がある。
在庫率指数
在庫数量を出荷数量で割って作成される在庫率を、さらに指数化したもの。
稼働率指数
確報時に公表。生産指数と能力指数から算出。
生産能力指数
確報時に公表。工場の生産能力を指数化したもの。ただし、計算の基となる調査の制約から対象範囲は限定的。
以上が鉱工業指数の体系だが、速報公表の際には以下の製造工業生産予測指数が同時に公表されている。
製造工業生産予測指数
経済解析室が、一部の個別企業に対し別途行っている生産見込みの調査結果を指数化したもの。そもそも対象範囲が違うため鉱工業生産指数と同一視は出来ないが、生産指数の速報が対象月の翌月末に発表されるのに対し、製造工業生産予測指数は発表時に、対象月の生産見込みと対象の翌月の生産見込みの伸び率が公表される（例えば、5月末に5月と6月の予測指数が発表される）ため、速報性が高く、景気動向を早期に判断する指標として利用さることが多い。ただし、指数値自体は公表されない。なお、製造工業生産予測調査は、生産が上昇傾向の際には実際の生産よりもより強気に、生産が下降傾向の際には、実際の生産よりも弱気に出る傾向がある。

## 作成方法
経済産業省が事業所に対して行っている生産動態統計調査（各事業所における製品の生産・出荷等の規模や金額を調べる統計）を使用。約600品目について、毎月の生産量を基準年の平均値で割って月々の指数を作成している。指数計算の際の算式はラスパイレス算式。
鉱工業指数は数量指数 (経済)のため、生産や出荷数量を指数化している。一部の品目については金額を採用しているが、指数化する際にはまず企業物価指数で実質化した後に、指数化の処理を行っている。
各品目を統合するためのウェイトには、同じく経済産業省が作成している工業統計調査を使用している。ウェイトは一万分比で表される。
季節調整は、センサス局法のX-12 ARIMAを使用。

## 公表時期、時間
指数の公表は
- 速報については当該月の翌月末
- 確報については当該月の翌々月中頃

に公表される。
また、年間補正（後述）を行って年の値を確定させたものが、翌年4月に公表される。
公表時間は、速報8:50。確報13:30。
なお、昔は速報、確報ともに13:30公表だったが、速報を公表する前に指数値が市場に流れたという情報漏洩の噂がたったため、東証が開く前に公表するために8:50公表となった経緯がある。

## 用語
年間補正
確報公表後に、鉱工業指数の元データである生産動態統計調査に修正が入った場合、その都度修正値を公表するのではなく、翌年の4月頃の公表でまとめて公表することとしている。これを年間補正といい、年間補正後の指数値は原則変更されない。

## 地域別鉱工業指数
経済産業省が作成しているのは全国の生産等の動きを見ることができる指数だが、他に各経済産業局、都道府県でも鉱工業指数を作成している。
経済産業省の全国のものと比べると、採用品目数とウェイトの産業等の構成比が異なる。